# Ingrid Klimke

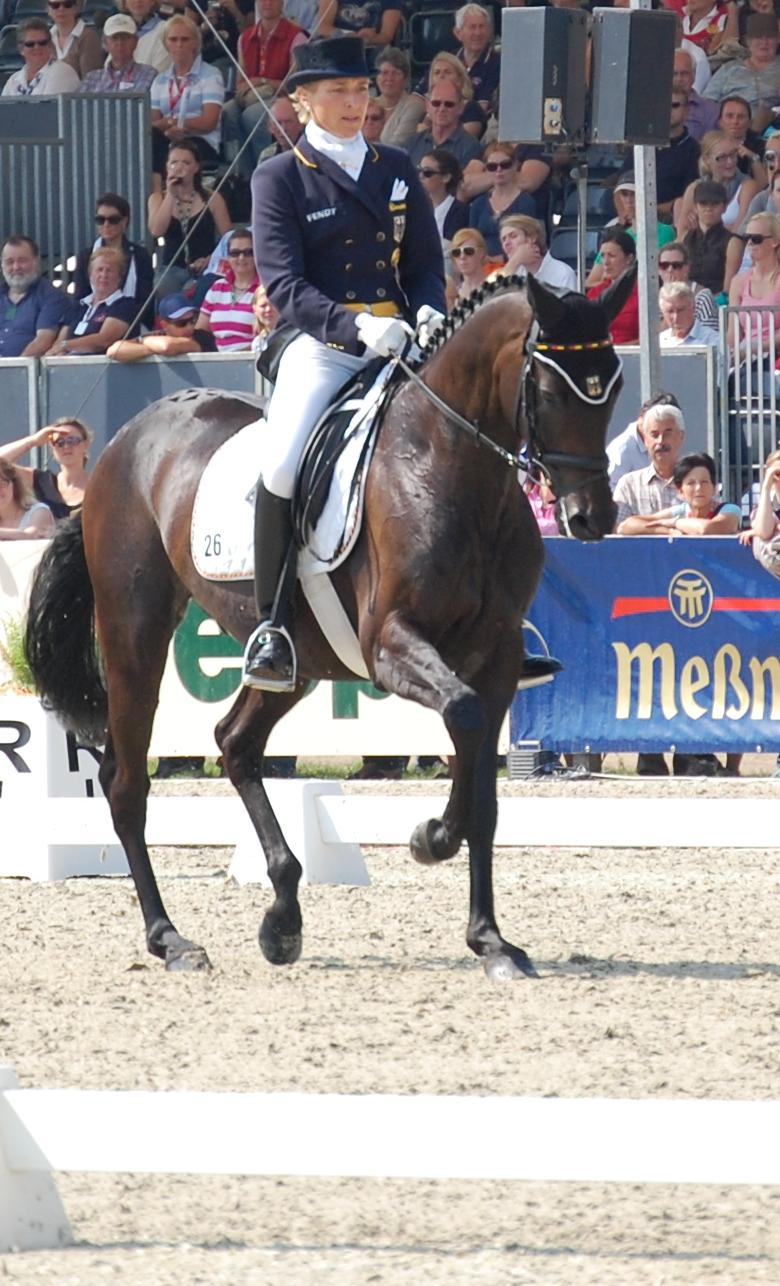
Ingrid Klimke sur son cheval Butts Abraxxas

Ingrid Klimke, née le 1er avril 1968 à Münster, est une cavalière allemande de concours complet d'équitation, médaillée d'or par équipe aux Jeux olympiques de Pékin en 2008 ainsi qu'aux Jeux olympiques de Londres en 2012 et médaillée d'argent par équipe aux Jeux olympiques de Rio en 2016. Elle est la fille du cavalier Reiner Klimke.
Elle remporte les Étoiles de Pau en 2014, avec son cheval Horseware Hale Bob.
Entre 2000 et 2016, elle a fait 5 apparitions aux Jeux Olympiques.  
En 2020, elle décide de se lancer dans le haut niveau en dressage en parallèle de sa carrière de concours complet. Elle obtient toutes les qualifications pour les jeux olympiques de Tokyo de 2021, dans les deux disciplines, mais se voit imposer quelques semaines de repos à la suite d'une lourde chute qui a eu lieu pendant le cross du CCI 3*-S de Baborowko en avril 2021. De plus, elle se voit éloignée d'une potentielle qualification à la coupe du monde de dressage qui est l'un de ses principaux objectifs. 
Un an et demi après cette chute, elle participe à ses premiers championnats du monde de dressage. 
Lors d'un grand prix coupe du monde qui a lieu devant son public allemand à Stuttgart, Ingrid fait vibrer tout le public en s'imposant pour la première fois dans une aussi grosse épreuve en dressage. 